# Caryomyia spiniglobus
Caryomyia spiniglobus är en tvåvingeart som beskrevs av Gagne 2008. Caryomyia spiniglobus ingår i släktet Caryomyia och familjen gallmyggor. Inga underarter finns listade i Catalogue of Life.